# Universo Marvel (revista em quadrinhos)

Universo Marvel é uma publicação mensal de Histórias em Quadrinhos, originalmente publicadas pela editora estadunidense Marvel Comics, distribuídas no Brasil pela Editora Panini. Diferente das edições americanas, que são todas publicadas individualmente, é costume no Brasil lançar as séries nos chamados "mix", contendo várias edições originais em cada edição nacional. Atualmente, Universo Marvel abriga as séries originais Demolidor (Daredevil), Hulk, Hulk Vermelho (Red Hulk), Incrível Hulk (Incredible Hulk), Justiceiro (Punisher) e Quarteto Fantástico (Fantastic Four). Em suas páginas também já foram publicadas minisséries como Reinado Sombrio: Capuz (Dark Reign: Hood), Reinado Sombrio: Elektra (Dark Reign: Elektra) e Reinado Sombrio: Quarteto Fantástico (Dark Reign: Fantastic Four).
A atual série de Universo Marvel, a segunda publicada pela Pannini no Brasil, iniciou sua publicação em maio de 2010 em meio a uma ampla reformulação dos principais títulos da Marvel publicados pela editora.
A série está sendo publicada inteiramente em formato americano (17 cm x 26 cm), e inclui normalmente seis edições americanas originais, distribuídas em 148 páginas mensais.